# Gary (Virginia Occidental)
Gary es una ciudad ubicada en el condado de McDowell en el estado estadounidense de Virginia Occidental. En el Censo de 2010 tenía una población de 968 habitantes y una densidad poblacional de 428,12 personas por km².

## Geografía
Gary se encuentra ubicada en las coordenadas 37°21′48″N 81°32′9″O / 37.36333, -81.53583. Según la Oficina del Censo de los Estados Unidos, Gary tiene una superficie total de 2.26 km², de la cual 2.17 km² corresponden a tierra firme y (3.89%) 0.09 km² es agua.

## Demografía
Según el censo de 2010, había 968 personas residiendo en Gary. La densidad de población era de 428,12 hab./km². De los 968 habitantes, Gary estaba compuesto por el 70.76% blancos, el 27.69% eran afroamericanos, el 0.1% eran amerindios, el 0.21% eran asiáticos, el 0% eran isleños del Pacífico, el 0.21% eran de otras razas y el 1.03% pertenecían a dos o más razas. Del total de la población el 0.62% eran hispanos o latinos de cualquier raza.